# Fernando de Barahona

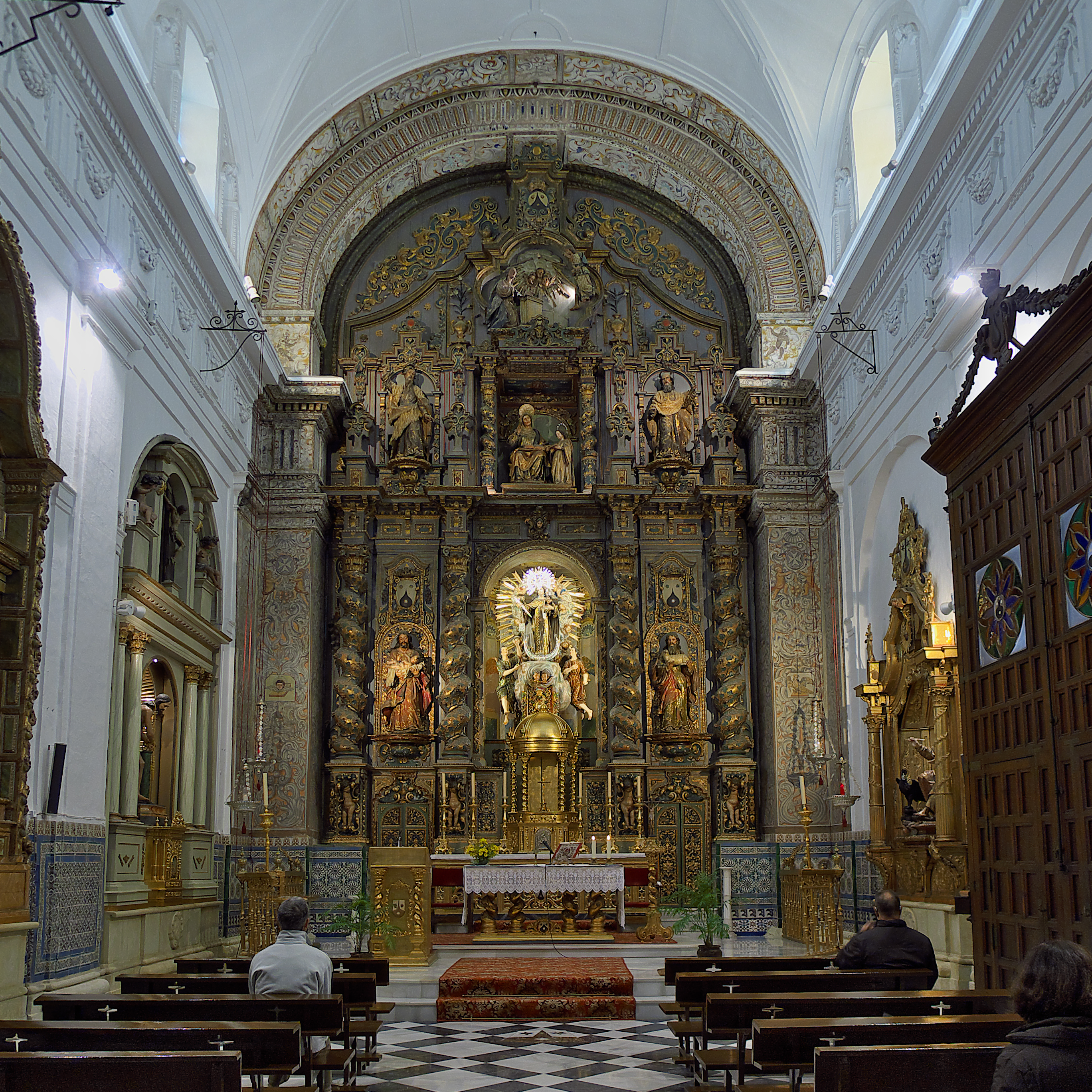
Retablo mayor del convento de Santa Ana de Sevilla, procedente del convento de la Encarnación de Belén, realizado por Fernando de Barahona en 1675. El retablo consta de dos cuerpos, tres calles banco y ático, separados por columnas salomónicas que habitualmente utilizaba Barahona. Destaca la escultura de Santa Ana y la Virgen obra de Martínez Montañés.

Fernando de Barahona (Sevilla, 1631-ibídem, 1693) fue un retablista y escultor español de estilo barroco.

## Biografía
Su padre, el sevillano Antonio de Barahona, se dedicaba a la representación de personas en negocios y al préstamo de dinero. Su madre, originaria de Guillena, aparece como Juana Vallejo o Zúñiga, siendo el cambio de apellidos algo frecuente en la época. Ambos se casaron en 1625 en la Iglesia de San Martín. De este matrimonio nacieron, al menos, tres hijos: Fernando, José y Melchor.
Fernando fue bautizado 1 de enero de 1631 en la Iglesia de San Martín. Su aprendizaje como retablista pudo estar relacionado con los hermanos Ribas y con Pedro Roldán. Llegó a maestro del gremio entre 1659 y 1662.
Contrajo matrimonio con María de Ribera el 19 de marzo de 1651. Se instaló en la collación de San Lorenzo. La pareja tuvo seis hijos: Juan Antonio (1652), Agustina Josefa (1655), Baltasar (1658), Catalina Francisca (1661), Juana María (1663) y Francisco (1669). Baltasar y Francisco continuaron su actividad como retablistas y escultores.
Existen referencias de que, en 1659, Fernando trabajó como carpintero en las reparaciones realizadas en el Monasterio de San Clemente y en 1662 ya actuaba como maestro arquitecto de retablos.

## Obra
- 1662. Retablo en la Capilla de la Cruz del Rodeo. Sevilla. Desaparecido.[4]
- 1673. Retablo a la Virgen de las Maravillas, Iglesia de San Juan de la Palma. Sevilla. Desaparecido.[5]
- 1673. Retablo mayor del Hospital del Amor de Dios. Sevilla.[5]
- 1675. Retablo mayor del Convento de la Encarnación de Belén. Actualmente en el convento de Santa Ana de Sevilla.[6] Consta de dos cuerpos, tres calles, banco y ático, separados por columnas salomónicas. En la hornacina central se encuentra una imagen de la Virgen del Carmen, y en la superior el conjunto de Santa Ana y la Virgen, obra de Martínez Montañés (1627). En el primer cuerpo y lateralmente las figuras que representan a San Joaquín y San José, mientras que en el segundo cuerpo se encuentran las tallas de los profetas Elías y Eliseo.
- 1676. Retablo mayor del Convento de San José. Sanlúcar la Mayor.[6]
- 1676. Retablo de las Ánimas del Purgatorio. Iglesia de San Lorenzo.[7]
- 1680. Monumento para el Jueves Santo. Basílica de Santa María de la Asunción. Arcos de la Frontera. Solo se conservan partes del primer cuerpo.[8]
- 1682. Retablos del Cristo del Amparo y de la Virgen de la Granada, en los laterales de la Iglesia de San Lorenzo. Sevilla.[9]
- 1683. Retablo mayor del Convento de San Juan Bautista. Villalba del Alcor.[10]
- 1685. Retablo mayor de la Iglesia de San Bernardo. Desaparecido.[10]
- 1686. Dos retablos laterales para la Hermandad del Santo Sudario y Madre de Dios de la Palma del Convento de San Antonio de Padua. Sevilla.[11]
- 1687. Retablo lateral para el Convento de San Francisco de Paula.[11]
- 1689. Retablo de la Virgen del Rosario para la Hermandad de Nuestra Señora del Rosario de la Iglesia de Santa Catalina. Posiblemente, se trasladó a la Iglesia del Convento de los Terceros Franciscanos, donde actualmente alberga a la Virgen de la Encarnación.[11]
- 1690. Retablo de la Virgen del Patrocinio. Iglesia de San Bernardo. Sevilla.[12]
- 1691. Camarín para un retablo de la Iglesia de San Martín. Sevilla.[12]
- 1691. Restauración de un retablo de Francisco Dionisio de Ribas de 1674 para la Orden de San Agustín.[12]
- 1692. Retablo para el Cristo de la Salud de la Iglesia de San Bernardo. Sevilla.[12]